# 僕の妻は発達障害
『僕の妻は発達障害』（ぼくのつまははったつしょうがい）は、ナナトエリ・亀山聡夫婦共作による日本の漫画作品。『月刊コミックバンチ』（新潮社）にて、2020年2月号より短期集中連載され、2020年5月号から2024年5月号まで本格的に連載した。

## あらすじ
例えると珍獣のような北山知花は発達障害。漫画家のアシスタントである悟の妻。二人の暮らしは色々と日常生活に支障がある。それでも譲歩し合いながら日々を過ごしている。興奮したら話が止まらず、複数の作業が同時に進められないなど個性的な一面の妻を受け止める夫。夫婦の関係性には色々な形がある。これが二人にとって正に理想的な夫婦の形。一緒に生活する者同士が幸せならそれでいい。「生きにくさ」ばかりではなく、「夫婦としての幸せ」や「これでいいのだ」という視点で、障害と共に生きる妻との愛情溢れる楽しい結婚生活の北山夫妻の日常を主に描いている
。

## 登場人物
北山知花（きたやま ちか）〈32〉
本作の主人公。北山悟の妻。九州出身。小柄で童顔なため実年齢より幼く見える。独身時代はアパレルシヨップの販売員をしていたが、店員結婚直後は専業主婦になる。しかし、現状を良しとせず派遣会社に登録し、デパートの中にあるアパレル店で勤務し始める。結婚後に発達障害と診断を受けた。
独特な思考や口数の多さから周囲からは「変な人」と思われることが多く、本人にも自覚があり思い悩む。
北山悟（きたやま さとる）〈30〉
漫画家のアシスタント。知花の夫。長身で丸眼鏡を掛けている。プロデビューのチャンスに恵まれず、アシスタントの地位に甘んじている。知花とは社会人サークル「猫見会」で知り合い、自らプロポーズして結婚した。

## 書誌情報
- ナナトエリ・亀山聡『僕の妻は発達障害』 新潮社〈BUNCH COMICS〉、全8巻
  1. 2020年10月9日発売[書誌 1]、ISBN 978-4-10-772322-2
  2. 2021年1月9日発売[書誌 2]、ISBN 978-4-10-772353-6
  3. 2021年8月6日発売[書誌 3]、ISBN 978-4-10-772412-0
  4. 2022年6月9日発売[書誌 4]、ISBN 978-4-10-772495-3
  5. 2022年10月7日発売[書誌 5]、ISBN 978-4-10-772536-3
  6. 2023年5月9日発売[書誌 6]、ISBN 978-4-10-772597-4
  7. 2024年6月7日発売[書誌 7]、ISBN 978-4-10-772720-6
  8. 2024年6月7日発売[書誌 8]、ISBN 978-4-10-772721-3

## テレビドラマ
『僕の大好きな妻!』（ぼくのだいすきなつま）と題して、2022年6月4日から7月23日まで東海テレビ制作・フジテレビ系列の「土ドラ」枠にて放送。主演は百田夏菜子（ももいろクローバーZ）。
「TVer」で地上波放送と同時に無料でリアルタイム配信（追いかけ再生対応）されている。

### あらすじ（テレビドラマ）
アパレルショップ販売員の北山知花と夫の悟は、新婚生活の中で違和感を感じ、発達障害の検査を受け特性があること知る。日常的なことが上手く出来ない発達障害と共に前向きに生きる知花と、たくさんの壁に阻まれながらも彼女を支える悟。二人で協力しながら全力で生きる夫婦の姿を描く、優しさ溢れるラブストーリー。

### キャスト
北山知花（）
演 - 百田夏菜子（ももいろクローバーZ）

北山悟（）
演 - 落合モトキ

佐竹学
演 - 徳重聡
チーフアシスタント

荒川ゆみ
演 - 結城モエ
アシスタント

河口たかひろ
演 - 古川毅（SUPER★DRAGON）
アシスタント

加賀貴子
演 - 雛形あきこ
アパレル店 店長

宮野森楓
演 - 中田喜子
宮野森クリニック院長

野村萬坊
演 - 小倉久寛
ベテラン漫画家。

青木由
演 - 中村加弥乃
アパレル店 副店長

山田早紀
演 - 真凛
アパレル店 店員

温田
演 ‐ 水橋研二
発達カフェ 店長

マッスン・増田
演 ‐ 吉田ウーロン太
発達カフェ常連。営業職

桐島時夫
演 ‐ 窪塚俊介
発達カフェ常連。配送業

アマクサの声
演 - 落合福嗣

### ゲスト
第1話
リポーター
演 - 浦口史帆（東海テレビアナウンサー）
第2話
田村綾菜
演 - 阿部純子
第3話
高橋一雄
演 - 春田純一
知花の父親
高橋夕子
演 - 中島ひろ子
知花の母親

### スタッフ
- 原作 - ナナトエリ・亀山聡 『僕の妻は発達障害』（新潮社『BUNCH COMICS』刊）
- 脚本 - 池谷雅生、畑中みゆき、藤本明里、王禅寺孝
- 音楽 - 信澤宣明、HAL
- オープニングテーマ - M!LK「奇跡が空に恋を響かせた」（Colourful Records）[24]
- 主題歌 - ももいろクローバーZ「なんとなく最低な日々」（EVIL LINE RECORDS）[25]
- 医療・発達障害監修 -バク@ 精神科医 (@DrYumekuiBaku) - X（旧Twitter）、NPO法人 東京都自閉症協会
- 演出 - 天野千尋、阿部雄一、倉木義典、畑中みゆき
- 企画 - 市野直親（東海テレビ）
- プロデューサー - 中頭千廣・松本圭右（東海テレビ）、小俣絵梨・浦井孝行（アップサイド）
- 制作 - 東海テレビ、アップサイド

### 放送日程
| 話数   | 放送日        | サブタイトル                               | ラテ欄                                                              | 脚本              | 演出       |
| ------ | ------------- | ------------------------------------------ | ------------------------------------------------------------------- | ----------------- | ---------- |
| 第1話  | 6月04日       | タオルに卵                                 | 大好きな人に障害があると分かったら…? しあわせの形を探す愛の物語     | 藤本明里 王禅寺孝 | 天野千尋   |
| 第2話  | 6月12日（日） | 指輪がない!                                | 指輪がない!笑顔の裏にある本当の気持ち ソノエガオハドッチデスカ?     | 池谷雅生          | 阿部雄一   |
| 第3話  | 6月18日       | エジソンじゃない!                          | 両親登場で大波乱!?毒親なのか毒子なのか 私は今の私のままじゃダメ?    | 池谷雅生          | 天野千尋   |
| 第4話  | 6月25日       | 発達カフェ!                                | 舞台は発達カフェ!?新たな出会いに安心?葛藤? 諦めたら試合終了です!    | 畑中みゆき        | 倉木義典   |
| 第5話  | 7月02日       | 第2章 お仕事編スタート!                    | 新章開幕!仕事編! シンママ店長と運命の出会い!?仕事と社会と厚い壁!!   | 藤本明里 王禅寺孝 | 阿部雄一   |
| 第6話  | 7月09日       | 仕事編・それぞれの事情シンママ店長の悲哀!? | 心のシーソーゲーム人生はクロスロード!? 父と母の終わりなき旅君が好き | 池谷雅生          | 阿部雄一   |
| 第7話  | 7月16日       | 仕事編・それぞれの選択…悟、全力疾走!?      | お仕事編・最終章!人生は自分で切り拓くしかない!? 一粒の笑顔走れ!     | 藤本明里 王禅寺孝 | 畑中みゆき |
| 最終話 | 7月23日       | しあわせの形…やさしさ繋がる涙の完結編      | たすけてください!届きますか?心の叫び ひかり溢れるそれぞれのミライ   | 池谷雅生          | 天野千尋   |

- 第2話は『土曜プレミアム・映画万引き家族 ベイビー・ブローカー公開記念』（フジテレビ制作、21:00 - 23:30）放送のため20分繰り下げ（翌0:00 - 0:55）【日曜になってから】 の放送
- 第5話は『土曜プレミアム 映画「バック・トゥ・ザ・フューチャー」【最新リマスター版】』（フジテレビ制作、21:00 - 23:20）の放送のため10分繰り下げ（23:50 - 0:45）。

| 東海テレビ制作・フジテレビ系列 土ドラ                | 東海テレビ制作・フジテレビ系列 土ドラ            | 東海テレビ制作・フジテレビ系列 土ドラ     |
| 前番組                                               | 番組名                                           | 次番組                                    |
| ---------------------------------------------------- | ------------------------------------------------ | ----------------------------------------- |
| クロステイル 〜探偵教室〜 （2022年4月9日 - 5月28日） | 僕の大好きな妻! （2022年6月4日 - 2022年7月23日） | 個人差あります （2022年8月6日 - 9月24日） |